# José Maza Fernández
José Maza Fernández (Los Ángeles, Chile, 13 de outubro de 1889 – 6 de maio de 1964) foi um político, advogado e diplomata chileno. Foi Presidente da Assembleia Geral das Nações Unidas durante a 10.ª Sessão, de 1954 a 1955.

## Vida
Filho de Armando de la Maza Ramos e Zoila Rosa Fernández Anguita. Graduado em direito na Universidade do Chile em 1913. Casou com Raquel Lyon Vial.

## Carreira política
Serviu como ministro de Arturo Alessandri. Foi duas vezes presidente do senado, em 1936 e 1937. Em 1949 esboçou uma lei que permitia às mulheres direito político e que foi depois incorporada na Constituição Chilena.

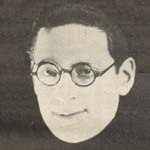
José Maza Fernández

## Carreira diplomática
Foi embaixador do Chile no Uruguai, Brasil, Haiti, Panamá, República Dominicana e Peru, em diferentes períodos de sua carreira diplomática. Foi também delegado do Chile na Conferência das Nações Unidas sobre Organização Internacional em 1945. Foi depois representante do Chile na Organização das Nações Unidas (ONU), sendo Presidente da Assembleia Geral das Nações Unidas em 1954. Foi depois embaixador do Chile na Argentina de 1957 a 1958.

## Outras atividades
Foi um dos fundadores da Caja de Crédito Hipotecario, uma predecessora do Banco del Estado de Chile.